# Martin Kliehm

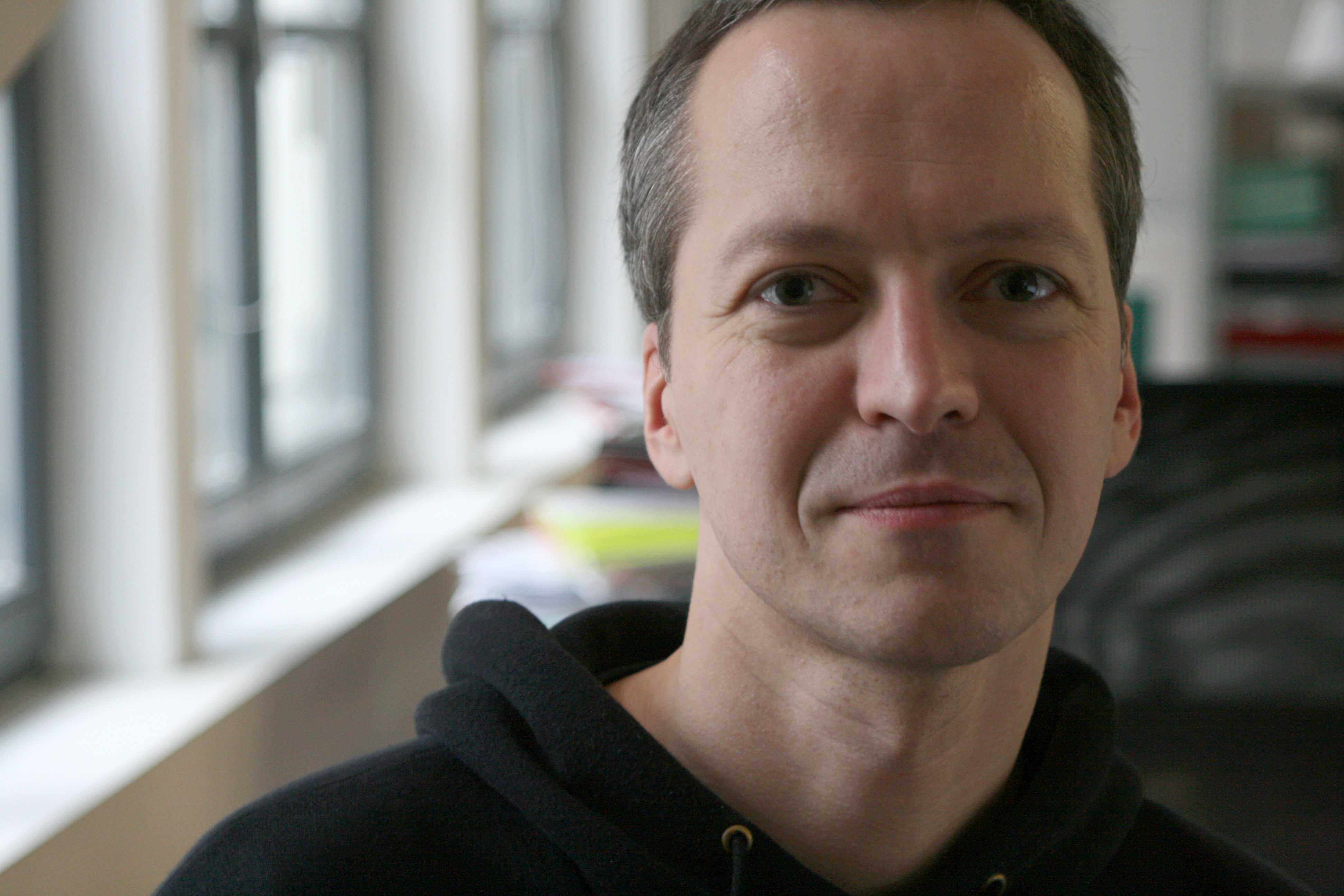
Martin Kliehm alias Trauma XP

Martin Kliehm (* 1968 in Frankfurt am Main) ist ein deutscher DJ und ehemaliger Lokalpolitiker aus Frankfurt am Main. Als DJ tritt er unter dem Namen Trauma XP auf. Kliehm war Initiator der Berliner Fuckparade.

## Leben
Seine Stilrichtung wird dem Gabber oder Hardcore-Techno, Speedcore, Terror zugerechnet. Er ist seit 1993 DJ, begründete 1995 das Label Bembelterror Frankfurt und 1997 gemeinsam mit XOL DOG 400 die Fuckparade.
Von 1997 bis 2009 hatte Kliehm eine eigene Radiosendung auf dem nichtkommerziellen Radiosender Radio X.
2010 trat er in die Piratenpartei ein. 2011 kandidierte Kliehm für seine Partei bei der Kommunalwahl in Frankfurt am Main. Er gehörte als Stadtverordneter dem Kommunalparlament in der ELF Piraten Fraktion an. Im September 2014 trat er aus der Piratenpartei aus. Sein Mandat übt er weiterhin aus, seit November 2014 in der Fraktion der Linken. Am 1. Februar 2015 trat er auch der Partei Die Linke bei. Zur Kommunalwahl in Hessen 2016 wurde Kliehm für die Linkspartei wieder in die Stadtverordnetenversammlung von Frankfurt gewählt, in der er Fraktionsvorsitzender wurde. Seit der Kommunalwahl 2021 gehört Kliehm nicht mehr der Stadtverordnetenversammlung an. Im folgenden Jahr verkündete er seinen Austritt aus der Linkspartei, insbesondere wegen der Haltung großer Teile der Partei zum Russischen Überfall auf die Ukraine. Er wolle in Zukunft erst mal keiner neuen Partei beitreten, sondern verschiedene Organisationen unterstützen – auch finanziell – wie die Rote Hilfe oder "Initiativen, die sich für Geflüchtete aus der Ukraine einsetzen".